# Frontière entre l'Autriche et la Hongrie
La frontière entre l’Autriche et la Hongrie sépare ces deux pays, membres de l’Union européenne. C'est l'une des frontières intérieures de l'espace Schengen.

## Histoire
Après la séparation de l'Autriche et de la Hongrie au moment de la dislocation de l’empire austro-hongrois, cette frontière a été tracée en 1919 par la commission alliée « Lord » en application du dixième des « 14 points » du président américain Woodrow Wilson et en référence au « droit des peuples à disposer d'eux-mêmes », pour permettre aux « Heinzen » (habitants germanophones de l’ouest de la Hongrie : la Deutsch-Westungarn) de rester autrichiens au sein de la première république d'Autriche délimitant ainsi le Burgenland sur une longueur de 303 km.
Toutefois, le 14 décembre 1922, la ville de Ödenbourg (Sopron), capitale du Burgenland, choisit par référendum de revenir à la Hongrie, la ville d'eaux de Bad Sauerbrunn (Savanyúkút) prenant sa place comme chef-lieu : cela allongea la frontière de 63 km.
Durant la guerre froide, la République populaire de Hongrie fait partie du Bloc de l'Est, faisant de la frontière austro-hongroise une section du rideau de fer, constituée essentiellement de fossés, de barbelés électrifiés et de miradors pourvus de mitrailleuses du côté hongrois. Pendant le processus de chute des régimes communistes en Europe, les garde-frontière hongrois commencent le 2 mai 1989 à démanteler cette portion du rideau de fer, accélérant ainsi l’exode vers l’Ouest des populations d’Europe de l'Est.
Ouverte le 21 décembre 2007 lors de l’adhésion de la Hongrie à l’espace Schengen, la frontière s’est progressivement refermée à partir de juillet 2015 en réaction à la crise migratoire en Europe.

## La frontière entre l’Autriche et la Hongrie dans la culture
Ödenbourg (Sopron) mise à part, la frontière tracée en 1919 n'a pas été modifiée depuis, mais elle avait alors divisé le vaste domaine de la famille princière Esterházy (jadis mécène de Joseph Haydn et de son orchestre) : le château Esterházy est en Autriche, tandis que la majeure partie des terres avec Esterháza sont en Hongrie. 

## Municipalités frontalières et passages routiers
| Autriche   | Autriche            | Autriche                                     | Autriche                  |                      | Hongrie         | Hongrie           | Hongrie                                      | Hongrie                                      |
| Land       | District            | Commune                                      | Frontière                 |                      | Frontière       | Commune           | Comitat                                      | Région                                       |
| ---------- | ------------------- | -------------------------------------------- | ------------------------- | -------------------- | --------------- | ----------------- | -------------------------------------------- | -------------------------------------------- |
| Slovaquie  |                     |                                              |                           |                      |                 |                   |                                              |                                              |
| Burgenland | Neusiedl am See     | Deutsch Jahrndorf                            |                           |                      |                 | Rajka (Ragendorf) | Győr-Moson-Sopron (Raab-Wieselburg-Ödenburg) | Transdanubie occidentale (Westtransdanubien) |
| Burgenland | Neusiedl am See     | Nickelsdorf                                  |                           |                      |                 | Rajka (Ragendorf) | Győr-Moson-Sopron (Raab-Wieselburg-Ödenburg) | Transdanubie occidentale (Westtransdanubien) |
| Burgenland | Neusiedl am See     | Hegyeshalom (Straß-Sommerein)                |                           |                      |                 |                   | Győr-Moson-Sopron (Raab-Wieselburg-Ödenburg) | Transdanubie occidentale (Westtransdanubien) |
| Burgenland | Neusiedl am See     | Mosonszolnok (Zanegg)                        |                           |                      |                 |                   | Győr-Moson-Sopron (Raab-Wieselburg-Ödenburg) | Transdanubie occidentale (Westtransdanubien) |
| Burgenland | Neusiedl am See     | Halbturn                                     |                           |                      |                 |                   | Győr-Moson-Sopron (Raab-Wieselburg-Ödenburg) | Transdanubie occidentale (Westtransdanubien) |
| Burgenland | Neusiedl am See     | Várbalog (Haidstall)                         |                           |                      |                 |                   | Győr-Moson-Sopron (Raab-Wieselburg-Ödenburg) | Transdanubie occidentale (Westtransdanubien) |
| Burgenland | Neusiedl am See     | Andau                                        |                           |                      |                 |                   | Győr-Moson-Sopron (Raab-Wieselburg-Ödenburg) | Transdanubie occidentale (Westtransdanubien) |
| Burgenland | Neusiedl am See     | Jánossomorja (St. Johann auf dem Heideboden) |                           |                      |                 |                   | Győr-Moson-Sopron (Raab-Wieselburg-Ödenburg) | Transdanubie occidentale (Westtransdanubien) |
| Burgenland | Neusiedl am See     | Kapuvár (Kobrunn)                            |                           |                      |                 |                   | Győr-Moson-Sopron (Raab-Wieselburg-Ödenburg) | Transdanubie occidentale (Westtransdanubien) |
| Burgenland | Neusiedl am See     | Tadten                                       |                           |                      |                 |                   | Győr-Moson-Sopron (Raab-Wieselburg-Ödenburg) | Transdanubie occidentale (Westtransdanubien) |
| Burgenland | Neusiedl am See     | Wallern im Burgenland                        |                           |                      |                 |                   | Győr-Moson-Sopron (Raab-Wieselburg-Ödenburg) | Transdanubie occidentale (Westtransdanubien) |
| Burgenland | Neusiedl am See     | Fertőd                                       |                           |                      |                 |                   | Győr-Moson-Sopron (Raab-Wieselburg-Ödenburg) | Transdanubie occidentale (Westtransdanubien) |
| Burgenland | Neusiedl am See     | Pamhagen                                     |                           |                      |                 |                   | Győr-Moson-Sopron (Raab-Wieselburg-Ödenburg) | Transdanubie occidentale (Westtransdanubien) |
| Burgenland | Neusiedl am See     | Sarród (Schrollen)                           |                           |                      |                 |                   | Győr-Moson-Sopron (Raab-Wieselburg-Ödenburg) | Transdanubie occidentale (Westtransdanubien) |
| Burgenland | Neusiedl am See     | Apetlon                                      |                           |                      |                 |                   | Győr-Moson-Sopron (Raab-Wieselburg-Ödenburg) | Transdanubie occidentale (Westtransdanubien) |
| Burgenland | Neusiedl am See     | L a c d e N e u s i e d l                    |                           |                      |                 |                   | Győr-Moson-Sopron (Raab-Wieselburg-Ödenburg) | Transdanubie occidentale (Westtransdanubien) |
| Burgenland | Neusiedl am See     | Sopron (Ödenburg)                            |                           |                      |                 |                   | Győr-Moson-Sopron (Raab-Wieselburg-Ödenburg) | Transdanubie occidentale (Westtransdanubien) |
| Burgenland | Neusiedl am See     | Illmitz                                      |                           |                      |                 |                   | Győr-Moson-Sopron (Raab-Wieselburg-Ödenburg) | Transdanubie occidentale (Westtransdanubien) |
| Burgenland | Eisenstadt-Umgebung | Mörbisch am See                              |                           |                      |                 |                   | Győr-Moson-Sopron (Raab-Wieselburg-Ödenburg) | Transdanubie occidentale (Westtransdanubien) |
| Burgenland | Eisenstadt-Umgebung | Mörbisch am See                              | Fertőrákos (Kroisbach)    |                      |                 |                   | Győr-Moson-Sopron (Raab-Wieselburg-Ödenburg) | Transdanubie occidentale (Westtransdanubien) |
| Burgenland | Eisenstadt-Umgebung | Sankt Margarethen im Burgenland              |                           |                      |                 |                   | Győr-Moson-Sopron (Raab-Wieselburg-Ödenburg) | Transdanubie occidentale (Westtransdanubien) |
| Burgenland | Eisenstadt-Umgebung | Siegendorf                                   |                           |                      |                 |                   | Győr-Moson-Sopron (Raab-Wieselburg-Ödenburg) | Transdanubie occidentale (Westtransdanubien) |
| Burgenland | Eisenstadt-Umgebung | Sopron (Ödenburg)                            |                           |                      |                 |                   | Győr-Moson-Sopron (Raab-Wieselburg-Ödenburg) | Transdanubie occidentale (Westtransdanubien) |
| Burgenland | Eisenstadt-Umgebung | Klingenbach                                  |                           |                      |                 |                   | Győr-Moson-Sopron (Raab-Wieselburg-Ödenburg) | Transdanubie occidentale (Westtransdanubien) |
| Burgenland | Eisenstadt-Umgebung | Zagersdorf                                   |                           |                      |                 |                   | Győr-Moson-Sopron (Raab-Wieselburg-Ödenburg) | Transdanubie occidentale (Westtransdanubien) |
| Burgenland | Mattersburg         | Baumgarten                                   |                           |                      |                 |                   | Győr-Moson-Sopron (Raab-Wieselburg-Ödenburg) | Transdanubie occidentale (Westtransdanubien) |
| Burgenland | Mattersburg         | Schattendorf                                 |                           |                      |                 |                   | Győr-Moson-Sopron (Raab-Wieselburg-Ödenburg) | Transdanubie occidentale (Westtransdanubien) |
| Burgenland | Mattersburg         | Ágfalva (Agendorf)                           |                           |                      |                 |                   | Győr-Moson-Sopron (Raab-Wieselburg-Ödenburg) | Transdanubie occidentale (Westtransdanubien) |
| Burgenland | Mattersburg         | Loipersbach im Burgenland                    |                           |                      |                 |                   | Győr-Moson-Sopron (Raab-Wieselburg-Ödenburg) | Transdanubie occidentale (Westtransdanubien) |
| Burgenland | Mattersburg         | Sopron (Ödenburg)                            |                           |                      |                 |                   | Győr-Moson-Sopron (Raab-Wieselburg-Ödenburg) | Transdanubie occidentale (Westtransdanubien) |
| Burgenland | Mattersburg         | Rohrbach bei Mattersburg                     |                           |                      |                 |                   | Győr-Moson-Sopron (Raab-Wieselburg-Ödenburg) | Transdanubie occidentale (Westtransdanubien) |
| Burgenland | Mattersburg         | Sieggraben                                   |                           |                      |                 |                   | Győr-Moson-Sopron (Raab-Wieselburg-Ödenburg) | Transdanubie occidentale (Westtransdanubien) |
| Burgenland | Oberpullendorf      | Lackenbach                                   |                           |                      |                 |                   | Győr-Moson-Sopron (Raab-Wieselburg-Ödenburg) | Transdanubie occidentale (Westtransdanubien) |
| Burgenland | Oberpullendorf      | Ritzing                                      |                           |                      |                 |                   | Győr-Moson-Sopron (Raab-Wieselburg-Ödenburg) | Transdanubie occidentale (Westtransdanubien) |
| Burgenland | Oberpullendorf      | Neckenmarkt                                  |                           |                      |                 |                   | Győr-Moson-Sopron (Raab-Wieselburg-Ödenburg) | Transdanubie occidentale (Westtransdanubien) |
| Burgenland | Oberpullendorf      | Harka (Harkau)                               |                           |                      |                 |                   | Győr-Moson-Sopron (Raab-Wieselburg-Ödenburg) | Transdanubie occidentale (Westtransdanubien) |
| Burgenland | Oberpullendorf      | Deutschkreutz                                |                           |                      |                 |                   | Győr-Moson-Sopron (Raab-Wieselburg-Ödenburg) | Transdanubie occidentale (Westtransdanubien) |
| Burgenland | Oberpullendorf      | Kópháza (Kohlbenhof)                         |                           |                      |                 |                   | Győr-Moson-Sopron (Raab-Wieselburg-Ödenburg) | Transdanubie occidentale (Westtransdanubien) |
| Burgenland | Oberpullendorf      | Nikitsch                                     |                           |                      |                 |                   | Győr-Moson-Sopron (Raab-Wieselburg-Ödenburg) | Transdanubie occidentale (Westtransdanubien) |
| Burgenland | Oberpullendorf      | Pereszteg (Pernstegen)                       |                           |                      |                 |                   | Győr-Moson-Sopron (Raab-Wieselburg-Ödenburg) | Transdanubie occidentale (Westtransdanubien) |
| Burgenland | Oberpullendorf      | Sopronkövesd (Gissing)                       |                           |                      |                 |                   | Győr-Moson-Sopron (Raab-Wieselburg-Ödenburg) | Transdanubie occidentale (Westtransdanubien) |
| Burgenland | Oberpullendorf      | Sopronhorpács                                |                           |                      |                 |                   | Győr-Moson-Sopron (Raab-Wieselburg-Ödenburg) | Transdanubie occidentale (Westtransdanubien) |
| Burgenland | Oberpullendorf      | Zsira (Tening)                               |                           |                      |                 |                   | Győr-Moson-Sopron (Raab-Wieselburg-Ödenburg) | Transdanubie occidentale (Westtransdanubien) |
| Burgenland | Oberpullendorf      | Lutzmannsburg                                |                           |                      |                 |                   | Győr-Moson-Sopron (Raab-Wieselburg-Ödenburg) | Transdanubie occidentale (Westtransdanubien) |
| Burgenland | Oberpullendorf      | Répcevis (Heils)                             |                           |                      |                 |                   | Győr-Moson-Sopron (Raab-Wieselburg-Ödenburg) | Transdanubie occidentale (Westtransdanubien) |
| Burgenland | Oberpullendorf      |                                              |                           | Peresznye (Prössing) | Vas (Eisenburg) |                   |                                              | Transdanubie occidentale (Westtransdanubien) |
| Burgenland | Oberpullendorf      | Frankenau-Unterpullendorf                    |                           | Peresznye (Prössing) | Vas (Eisenburg) |                   |                                              | Transdanubie occidentale (Westtransdanubien) |
| Burgenland | Oberpullendorf      | Mannersdorf an der Rabnitz                   |                           | Peresznye (Prössing) | Vas (Eisenburg) |                   |                                              | Transdanubie occidentale (Westtransdanubien) |
| Burgenland | Oberpullendorf      | Ólmod (Bleigraben)                           |                           |                      | Vas (Eisenburg) |                   |                                              | Transdanubie occidentale (Westtransdanubien) |
| Burgenland | Oberpullendorf      | Kőszeg (Güns)                                |                           |                      | Vas (Eisenburg) |                   |                                              | Transdanubie occidentale (Westtransdanubien) |
| Burgenland | Oberpullendorf      | Lockenhaus                                   |                           |                      | Vas (Eisenburg) |                   |                                              | Transdanubie occidentale (Westtransdanubien) |
| Burgenland | Oberpullendorf      | Velem (St. Veit)                             |                           |                      | Vas (Eisenburg) |                   |                                              | Transdanubie occidentale (Westtransdanubien) |
| Burgenland | Oberpullendorf      | Bozsok (Poschendorf)                         |                           |                      | Vas (Eisenburg) |                   |                                              | Transdanubie occidentale (Westtransdanubien) |
| Burgenland | Oberwart            | Rechnitz                                     |                           |                      | Vas (Eisenburg) |                   |                                              | Transdanubie occidentale (Westtransdanubien) |
| Burgenland | Oberwart            | Rechnitz                                     | Bucsu (Butsching)         |                      | Vas (Eisenburg) |                   |                                              | Transdanubie occidentale (Westtransdanubien) |
| Burgenland | Oberwart            | Schachendorf                                 |                           |                      | Vas (Eisenburg) |                   |                                              | Transdanubie occidentale (Westtransdanubien) |
| Burgenland | Oberwart            | Narda (Nahring)                              |                           |                      | Vas (Eisenburg) |                   |                                              | Transdanubie occidentale (Westtransdanubien) |
| Burgenland | Oberwart            | Schandorf                                    |                           |                      | Vas (Eisenburg) |                   |                                              | Transdanubie occidentale (Westtransdanubien) |
| Burgenland | Oberwart            | Felsőcsatár (Ober-Schilding)                 |                           |                      | Vas (Eisenburg) |                   |                                              | Transdanubie occidentale (Westtransdanubien) |
| Burgenland | Oberwart            | Hannersdorf                                  |                           |                      | Vas (Eisenburg) |                   |                                              | Transdanubie occidentale (Westtransdanubien) |
| Burgenland | Oberwart            | Deutsch Schützen-Eisenberg                   |                           |                      | Vas (Eisenburg) |                   |                                              | Transdanubie occidentale (Westtransdanubien) |
| Burgenland | Oberwart            | Vaskeresztes (Großdorf)                      |                           |                      | Vas (Eisenburg) |                   |                                              | Transdanubie occidentale (Westtransdanubien) |
| Burgenland | Oberwart            | Horvátlövő (Kroatisch Schützen)              |                           |                      | Vas (Eisenburg) |                   |                                              | Transdanubie occidentale (Westtransdanubien) |
| Burgenland | Oberwart            | Pornóapáti (Pernau)                          |                           |                      | Vas (Eisenburg) |                   |                                              | Transdanubie occidentale (Westtransdanubien) |
| Burgenland | Güssing             | Bildein                                      |                           |                      | Vas (Eisenburg) |                   |                                              | Transdanubie occidentale (Westtransdanubien) |
| Burgenland | Güssing             | Bildein                                      | Ják (Jaak, Sankt Georgen) |                      | Vas (Eisenburg) |                   |                                              | Transdanubie occidentale (Westtransdanubien) |
| Burgenland | Güssing             | Bildein                                      | Szentpéterfa (Prostrum)   |                      | Vas (Eisenburg) |                   |                                              | Transdanubie occidentale (Westtransdanubien) |
| Burgenland | Güssing             | Eberau                                       |                           |                      | Vas (Eisenburg) |                   |                                              | Transdanubie occidentale (Westtransdanubien) |
| Burgenland | Güssing             | Moschendorf                                  |                           |                      | Vas (Eisenburg) |                   |                                              | Transdanubie occidentale (Westtransdanubien) |
| Burgenland | Güssing             | Pinkamindszent (Allerheiligen an der Pinka)  |                           |                      | Vas (Eisenburg) |                   |                                              | Transdanubie occidentale (Westtransdanubien) |
| Burgenland | Güssing             | Heiligenbrunn                                |                           |                      | Vas (Eisenburg) |                   |                                              | Transdanubie occidentale (Westtransdanubien) |
| Burgenland | Güssing             | Vasalja (Walschenau)                         |                           |                      | Vas (Eisenburg) |                   |                                              | Transdanubie occidentale (Westtransdanubien) |
| Burgenland | Güssing             | Kemestaródfa (Tadisdorf)                     |                           |                      | Vas (Eisenburg) |                   |                                              | Transdanubie occidentale (Westtransdanubien) |
| Burgenland | Güssing             | Csákánydoroszló (Zackersdorf-Frauendorf)     |                           |                      | Vas (Eisenburg) |                   |                                              | Transdanubie occidentale (Westtransdanubien) |
| Burgenland | Güssing             | Großmürbisch                                 |                           |                      | Vas (Eisenburg) |                   |                                              | Transdanubie occidentale (Westtransdanubien) |
| Burgenland | Güssing             | Rönök (Rönik)                                |                           |                      | Vas (Eisenburg) |                   |                                              | Transdanubie occidentale (Westtransdanubien) |
| Burgenland | Güssing             | Inzenhof                                     |                           |                      | Vas (Eisenburg) |                   |                                              | Transdanubie occidentale (Westtransdanubien) |
| Burgenland | Güssing             | Szentgotthárd (St. Gotthard)                 |                           |                      | Vas (Eisenburg) |                   |                                              | Transdanubie occidentale (Westtransdanubien) |
| Burgenland | Güssing             | Tschanigraben                                |                           |                      | Vas (Eisenburg) |                   |                                              | Transdanubie occidentale (Westtransdanubien) |
| Burgenland | Güssing             | Inzenhof                                     |                           |                      | Vas (Eisenburg) |                   |                                              | Transdanubie occidentale (Westtransdanubien) |
| Burgenland | Jennersdorf         | Heiligenkreuz im Lafnitztal                  |                           |                      | Vas (Eisenburg) |                   |                                              | Transdanubie occidentale (Westtransdanubien) |
| Burgenland | Jennersdorf         | Mogersdorf                                   |                           |                      | Vas (Eisenburg) |                   |                                              | Transdanubie occidentale (Westtransdanubien) |
| Burgenland | Jennersdorf         | Szakonyfalu (Eckersdorf)                     |                           |                      | Vas (Eisenburg) |                   |                                              | Transdanubie occidentale (Westtransdanubien) |
| Burgenland | Jennersdorf         | Alsószölnök (Unterzemming)                   |                           |                      | Vas (Eisenburg) |                   |                                              | Transdanubie occidentale (Westtransdanubien) |
| Burgenland | Jennersdorf         | Weichselbaum                                 |                           |                      | Vas (Eisenburg) |                   |                                              | Transdanubie occidentale (Westtransdanubien) |
| Burgenland | Jennersdorf         | Sankt Martin an der Raab                     |                           |                      | Vas (Eisenburg) |                   |                                              | Transdanubie occidentale (Westtransdanubien) |
| Burgenland | Jennersdorf         | Felsőszölnök (Oberzemming)                   |                           |                      | Vas (Eisenburg) |                   |                                              | Transdanubie occidentale (Westtransdanubien) |
| Slovénie   |                     |                                              |                           |                      |                 |                   |                                              |                                              |